# Myzornis pyrrhoura
Myzornis pyrrhoura е вид птица от семейство Sylviidae, единствен представител на род Myzornis.

## Разпространение
Видът е разпространен в Бутан, Индия, Китай, Мианмар и Непал.